# Katharsis (A Small Victory)

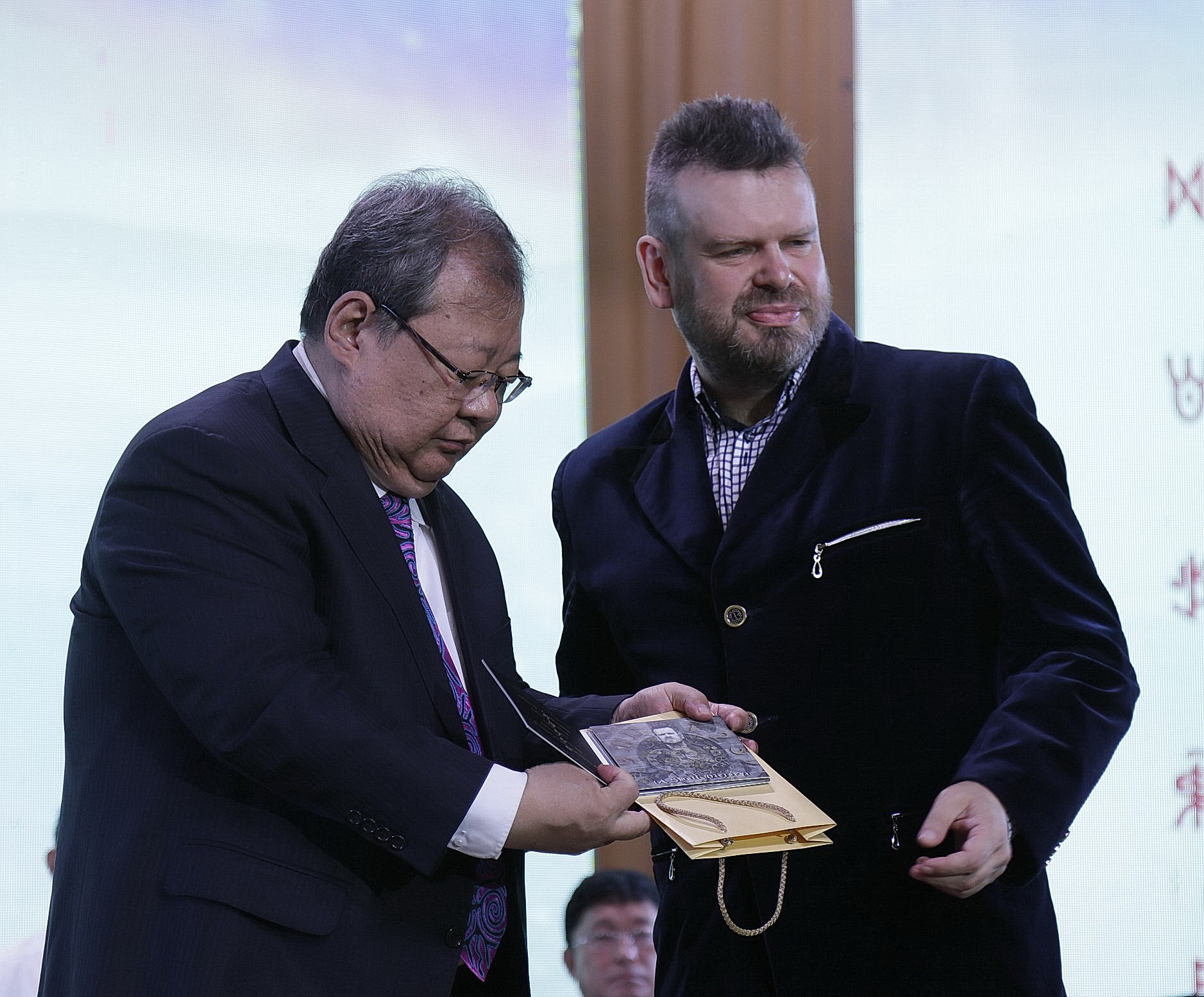
Jidi Majia oraz J.Pijarowski podczas światowej premiery płyty w Chinach (Xichang 2017 r.)

Katharsis (A Small Victory) – minialbum studyjny formacji muzyczno-teatralnej Teatr Tworzenia - Jarosława Pijarowskiego, wydany w 2017 roku. Na płycie oprócz muzyków współpracujących na stałe z formacją Teatr Tworzenia takich jak: Józef Skrzek, Jorgos Skolias, Jakub Marszałek, Waldemar Knade, zagrali m.in. Glass Duo, oraz nowy instrumentalista współpracujący z Pijarowskim - Marcin Jahr. Album zarejestrowano w latach 2014–2017 w studiach nagraniowych w Londynie, Warszawie, Bydgoszczy, Krakowie i Gdańsku.

## Lista utworów
1. „Katharsis Op. 1 – Suicidal Tendencies” - 08:37
2. „Katharsis – Pandemonium” - 04:08
3. „Katharsis – Outro” - 00:29
4. „Katharsis Op. 2 – Inner Space” - 08:37
5. „The Fountain of Youth (A Small Victory) v. 2017” - 09:05

## Skład
- Józef Skrzek – moog
- Waldemar Knade – altówka
- Jakub Marszałek – trąbka
- Marcin Jahr – Istanbul Agop Cymbals & Gretsch perkusja
- Jarosław Pijarowski – moog, instrumenty progresywne, EVP (Electronic Voice Phenomena)

### Gościnnie
- Jerzy „Jorgos” Skolias – głos
- Glass Duo – szklana harfa

## Informacje dodatkowe
- EVP – (Electronic Voice Phenomena) – dźwięki "paranormalnego" pochodzenia zostały zarejestrowane przez: M. Szwedowskiego oraz J. Pijarowskiego w studiu stacji transkomunikacyjnej "Pomost"[2].
- Utwór czwarty jest dedykowany chińskiemu poecie - Jidi Majii.
- Album został zmiksowany w London Entertainment Studio (Brain Active Records) przez J. Pijarowskiego.
- Cover art: J.Pijarowski & J.Kukowski
- Producent: J. Pijarowski & Brain Active Records.
- - Pierwszy oficjalny wywiad i fragmenty płyty zaprezentowane w Polsce.
- Serwis Free Music Stop sklasyfikował płytę na 7 miejscu wśród dokonań muzycznych 2017 r.[3]
- recenzja płyty w serwisie internetowym: esensja.pl[4]